# Сорока (Сумская область)
Сорока (укр. Сорока) — село,
Вознесенский сельский совет,
Бурынский район,
Сумская область,
Украина.
Код КОАТУУ — 5920981603. Население по переписи 2001 года составляло 73 человека.

## Географическое положение
Село Сорока находится на одном из притоков реки Терн,
ниже по течению на расстоянии в 2 км расположено село Вознесенка,
на противоположном берегу — село Чернеча Слобода.
На расстоянии в 1 км расположено село Кореневка.
Река в этом месте сильно заболочена.